# トラム (リスボン)
リスボンのトラム（Elétricos de Lisboa）は1873年に運行を開始したリスボンの交通機関である。
トラムを運営するCarris（Companhia Carris de Ferro de Lisboa = リスボン電気鉄道会社）は1872年9月18日に設立され、最初の馬車鉄道路線が1873年11月17日にSanta ApolóniaからSantosの間で運行を開始した。1901年8月31日には電車方式のトラムが初めて導入され、その後まもなく既存路線は全て電化された。当初、車両は米国から輸入されていたが、1924年以降は地元で製造されるようになった。1960年以降、自動車交通の隆盛や地下鉄（リスボンメトロ）の開業に伴ってトラム路線を廃止し、バス路線に転換が行われた。2015年現在、5路線・総延長48kmのトラム ネットワークが57両の車両によって運行されている。

## 路線規格
軌間は900mmと特殊軌間であり、国内にはかつてブラガ市電などがあったが既になく、現存するのはリンツ市電しかない。　
給電方式は架空電車線方式直流600V電化で直吊架線方式である。路線内の狭隘区間ではガントレットが使用されている。

## 運転系統
最盛期には28系統存在したが大幅な路線縮小が行われ、現在運行されているのは6系統のみである。うち15系統は1995年より夜間を除いて連接車で運行されている。
- 12E 系統 ： フィゲイラ広場 - フィゲイラ広場（環状路線）
- 15E 系統 ： フィゲイラ広場 − ベレン - Algés
- 18E 系統 ： カイス・ド・ソドレ駅 - Cemitério Ajuda
- 25E 系統 ： Rua da Alfândega（テレイロ・ド・パソ駅（ポルトガル語版））− Campo Ourique
- 28E 系統 ： マルティン・モニス駅（ポルトガル語版） - Campo Ourique

## 運賃
2014年現在の運賃は次の通り
- リスボンメトロ, Carris共通1回券（事前購入） ： 1.40ユーロ
- 1回券（トラム車内で購入） ： 2.85ユーロ
- リスボンメトロ, Carris共通1日券 ： 6.00ユーロ

## 使用車両

### 改修車

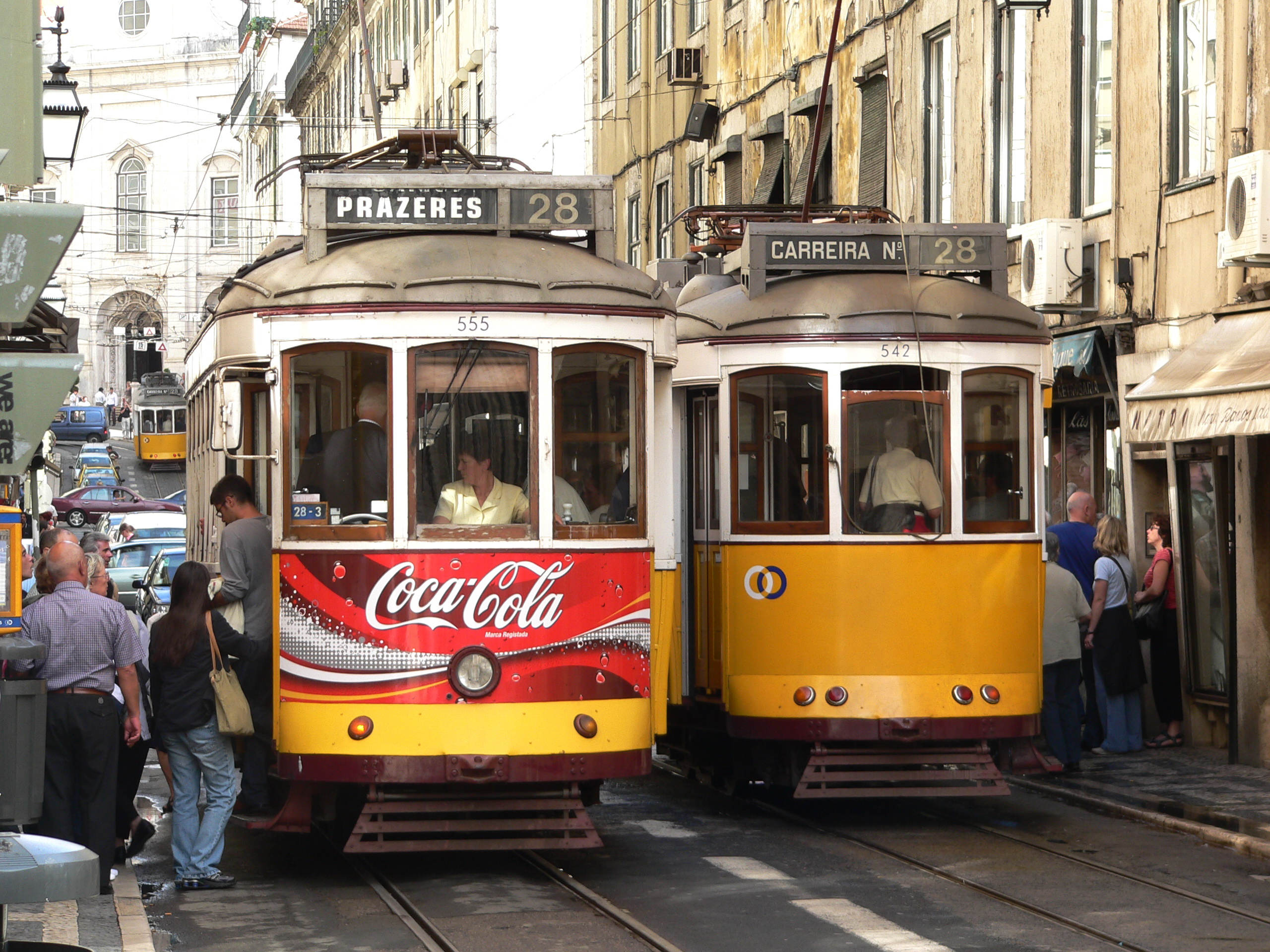
28系統で運用される改修車

1995年から1996年にかけて大規模な改修 (541-585号に改番された45両)がフォスロ・キーペによって行われた。車体は保安灯と開放デッキに折り戸を取り付けた程度であるが、主要機器についてはほぼ総入れ替えとなっている。制御機器はキーペ製のインバーター制御、主電動機は出力33kWのものからスコダ製50kW、ブレーキはクノール製で電磁吸着ブレーキ付き、台車はMAN製となった。集電装置についてもトロリーポールとともにZパンタグラフを取り付けている。費用は1輌あたり6,000万エスクードかかった。

### 更新車
戦間期に製造された700番台の車両のうち、軽度の更新（前照灯、保安灯、折り戸の取り付け等）を行った車両が、貸切や多客期の波動輸送用に存置された。しかしながらその後の連接車増備により726号723号が3、4号に改番され貸切専用車になった以外の車両は廃車となった。改修車との見分けは従前の走行装置、尾灯、パンタグラフが未装備など容易である。

### 連接車

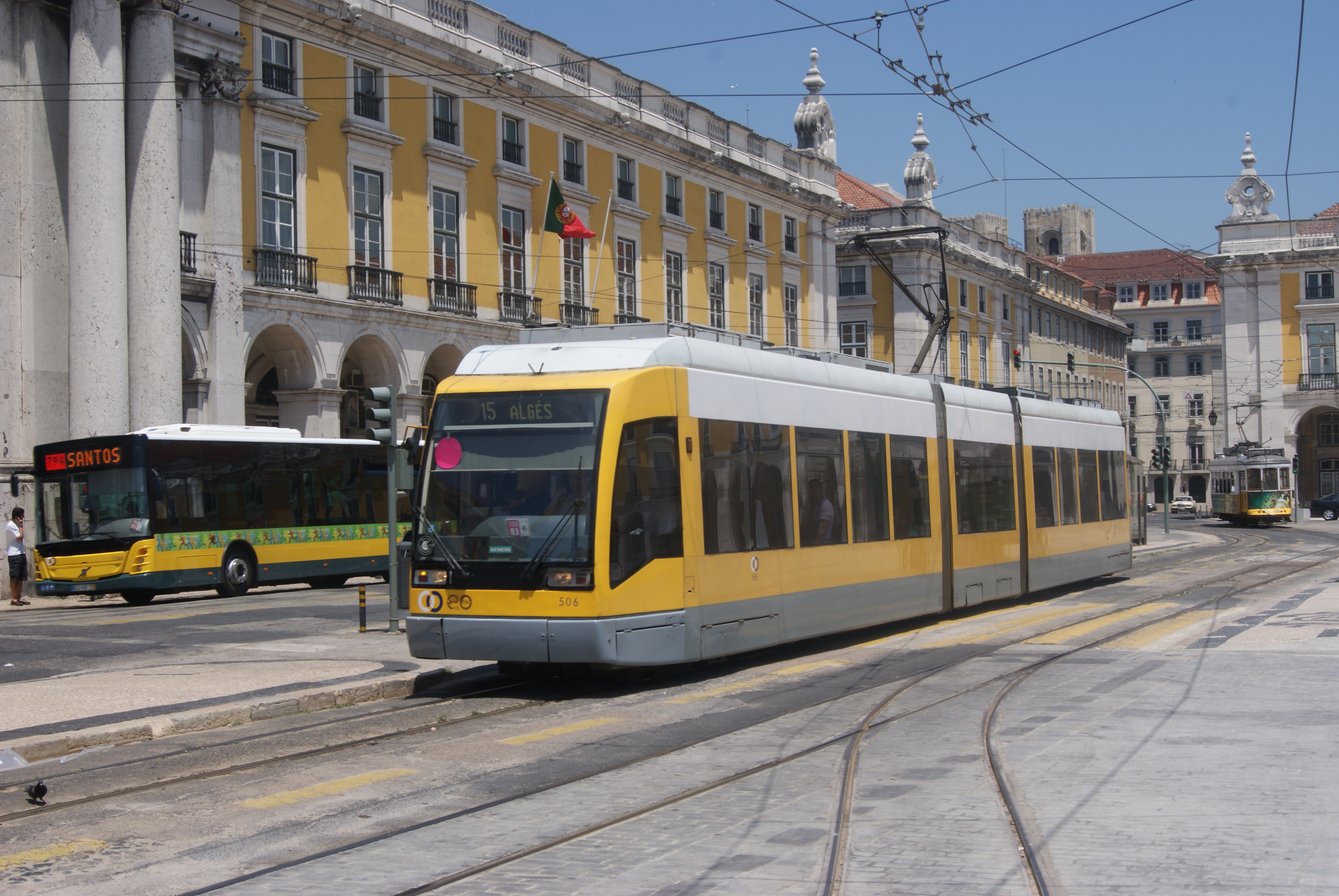
506（2010年撮影）

DÜWAGとジーメンスが設計し、CAFがライセンス生産した全長は24.02m、3車体連接車の超低床電車で、メトロバレンシア4号線用を元に設計されたメーター軌間用低床車である。1964年以来の新車となり、最高速度70km/h、2+2の座席配置で着席定員65人、定員は210人で501号から510号と附番された。